# 林登鎮區 (明尼蘇達州斯特恩斯縣)
林登鎮區（英語：Lynden Township）是位於美國明尼蘇達州斯特恩斯縣的一個行政鎮區，於1859年設立。

## 地方資料
林登鎮區的面積為65.78平方千米，當中陸地面積為61.52平方千米，而水域面積為4.26平方千米。根據2020年美國人口普查的數據，當地共有人口1816人，而人口密度為每平方千米27.61人。